# Бубле, Майкл
Ма́йкл Сти́вен Бубле́ (англ. Michael Steven Bublé; род. 9 сентября 1975, Бернаби, Британская Колумбия, Канада) — канадский певец, автор песен и музыкальный продюсер. Ведущий современный исполнитель репертуара Great American Songbook, обладатель нескольких премий («Грэмми» и Juno Awards). Добившись лишь скромного успеха в чартах США, в 2003 году его одноименный альбом достиг вершины топ-десятки в Ливане, Великобритании и Канаде, его родной стране. В США наибольшим успехом пользовался выпущенный в 2005 году альбом «It’s Time». Распродано было свыше 30 миллионов альбомов.

## Ранние годы
Родился 9 сентября 1975 года в Бёрнаби, Британская Колумбия, в семье рыбака хорватского и итальянского происхождения.
В детстве Майкл часто слушал коллекционные джазовые записи своего деда и сейчас он выделяет важность его деда в поощрении его музыкальных вкусов. Он записал три самостоятельных альбома, и один из них был подарком его деду. Бубле получил две награды Genie Award в 2000 году, за две песни, которые он написал к фильму Here's to Life. Первая национальная телевизионная работа Майкла, в 1997 году награждённая призом Bravo! — документальный фильм, «Big Band Boom!» режиссёр — Mark Glover Masterson.

## Карьера

### Дебютный альбом
Карьера Майкла началась, когда Майкл Максуини заметил его на бизнес-вечернике у бывшего канадского премьер-министра Брайана Малруни. Максуини понравилось выступление, и Бубле дал ему свой альбом, который тот, в свою очередь, дал послушать Малруни и его жене. Затем, в 2000 году, Майкл был приглашен петь на свадьбе у дочери Брайана Малруни, Каролины, где он исполнил «Балладу о Мэкки-Ноже» из «Трёхгрошовой оперы» Б. Брехта и К. Вайля.
На свадьбе Малруни представил Бубле легендарному продюсеру Дэвиду Фостеру. Фостер подписал с Бубле контракт, в рамках которого в 2003 году был записан альбом Michael Bublé. В альбом вошли классические песни англо-американской эстрады, включая «Fever», «The Way You Look Tonight» [ written by Jerome Kern with lyrics by Dorothy Fields], «For Once in My Life», «Moondance» Вана Моррисона and «You’ll Never Find Another Love Like Mine» Лу Роулза. Барри Гибб из «Bee Gees» исполнил бэк-вокал в кавер-версии хита этой группы, «How Can You Mend a Broken Heart?». Эта версия песни сделала имя Бубле известным во многим странах.
Альбом «Michael Bublé» был выпущен Warner Bros. Записывался в канун днём Святого Валентина в 2003 году. Диск попал в канадские чарты, но особенной популярностью пользовался в Южной Африке. Затем он добился успеха в Италии и в конечном счете достиг вершины в чартах Великобритании, США, Австралии и в других странах. Альбом достиг вершины топ-50 в альбомном чарте Billboard 200 в США. Его версия песни Джорджа Майкла «Kissing a Fool» была выпущена синглом и возглавила биллбордовский чарт Hot Adult Contemporary Tracks. Песня «How Can You Mend a Broken Heart?» также достигла 1-й строчки в чартах «музыки для взрослых».
Бубле получил на Juno Awards 2004 года награду как открытие года. Его дебютный лонгплей номинировался как лучший альбом года, но он уступил Сэму Робертсу.

### It’s TimeиLet It Snow
В конце 2003 года вышел рождественский альбом EP «Let it Snow». Заглавный трек достиг вершины в музыкальных чартах Австралии. Бубле выпустил концертный альбом и видео в апреле 2004 года. Let it Snow был повторно выпущен в США 9 октября 2007 года.
Второй альбом Бубле, It's Time, стал для него прорывом. Он достиг 7-й позиции в Billboard 200, 2-й позиции ARIA Album Charts в Австралии и 4-й позиции в UK Album Charts (Великобритания). Песня «Home» стала хитом.

### Crazy Love
Четвёртый студийный альбом Бубле Crazy Love был запланирован к выпуску 13 октября 2009 года на студии 143/Reprise Records, однако первый релиз в США произошёл 9 октября. Альбом состоит из 12 композиций (и 1 бонусного трека), включая две оригинальные песни. В его поддержку был проведён одноименный тур. Первый сингл «Haven’t Met You Yet» был выпущен 31 августа 2009 года. Альбом рекламировался в интервью с Джорджем Струмбулопулосом в канадской телепередаче «The Hour» 17 октября 2009 года.
Майкл также сыграл роли в фильме «Настоящая блондинка» (2001) и телесериале «Rove».

## Личная жизнь
С 2011 года Бубле женат на актрисе Луисиане Лопилато. У них есть четверо детей

## Фильмография
- The X-Files (1996) (2 эпизода) как Подводный Моряк; эпизоды 3x15 «Piper Maru» и 3x16 «Apocrypha»
- Duets[англ.] (2000)
- Totally Blonde (2001)
- Идущий по снегу (2003)
- Las Vegas (2005)
- Da Kath & Kim Code (2005)

## Награды и номинации
| Год  | Номинация                   | Категория                                              | Итог        |
| ---- | --------------------------- | ------------------------------------------------------ | ----------- |
| 2004 | Juno                        | Лучший дебют                                           | Победа      |
| 2004 | Juno                        | Альбом года — Michael Bublé                            | Номинирован |
| 2006 | Juno                        | Поп-альбом года — It’s Time                            | Победа      |
| 2006 | Juno                        | Сингл года — Home                                      | Победа      |
| 2006 | Juno                        | Альбом года — It’s Time                                | Победа      |
| 2006 | Juno                        | Артист года                                            | Победа      |
| 2006 | Juno                        | Juno Fan Choice Award                                  | Номинация   |
| 2006 | ECHO                        | Джазовое произведение года — It’s Time                 | Победа      |
| 2006 | Grammy                      | Лучший традиционный поп-альбом — It’s Time             | Номинация   |
| 2006 | MuchMusic Video Awards      | MuchMoreMusic Award — Home                             | Победа      |
| 2007 | Grammy                      | Лучший традиционный поп-альбом — Caught in the Act     | Номинация   |
| 2007 | People's Choice Awards      | Лучший ремейк — «Save the Last Dance for Me»           | Номинация   |
| 2007 | Juno                        | Juno Fan Choice Award                                  | Номинация   |
| 2008 | Grammy                      | Лучший традиционный поп-альбом — Call me Irresponsible | Победа      |
| 2008 | Grammy                      | Лучшее мужское исполнение — Everything                 | Номинация   |
| 2008 | Juno                        | Артист года                                            | Номинация   |
| 2008 | Juno                        | Альбом года — Call Me Irresponsible                    | Номинация   |
| 2008 | Juno                        | Поп-альбом года — Call Me Irresponsible                | Номинация   |
| 2008 | Juno                        | Сингл года — Everything                                | Номинация   |
| 2008 | Juno                        | Juno Fan Choice Award                                  | Победа      |
| 2008 | Canadian Smooth Jazz Awards | Лучший мужской вокалист                                | Победа      |
| 2008 | Canadian Smooth Jazz Awards | Best Original Composition — «Everything»               | Победа      |
| 2009 | Juno                        | Песня года — «Lost»                                    | Номинация   |

- 2007 Me and Mrs. Jones — Песня года The Annual 2007 Résumé на польском радио Channel 3.
- В 2010 году стал лучшим певцом песен для взрослых премии American Music Awards 2010
- В 2011 году выиграл премию Грэмми с альбомом Crazy love

## Тур-группа
- Алан Чан — фортепиано
- Стивен Перкинс — барабаны
- Крэг Поласко — акустическая бас-гитара, электрифицированная бас-гитара
- Джастин Рэй — труба
- Марк Смолл — тенор-саксофон
- Джуман Смит — ведущая труба
- Ник Вайнас — тромбон
- Роб Вилкерсон — альт-саксофон
- Жакоб Родриес — баритон-саксофон
- Джош Браун — тромбон
- Брайн Липпс — труба
- Роб Кастило — клавишные, гитара, ударные
- Дино Менегин — гитара